# 11521 Еріксон
11521 Еріксон (11521 Erikson) — астероїд головного поясу, відкритий 10 квітня 1991 року.
Тіссеранів параметр щодо Юпітера — 3,182.
Названий на честь відомого німецько-американського психолога Еріка Еріксона.